# Thiel
Thiel är en släkt vars äldste kände stamfader är Stephan Thiel vilken under 1600-talet inflyttade till Eupen i Liège, som då var en preussisk provins.
Hans sonsons sonsons son Jean Jaques Thiel inflyttade till Sverige 1857. Han var verkmästare vid Smedjeholmens bruk i Norrköping och sedan delägare i firma B Leja i Stockholm. Han är anfader för den svenska kultursläkten Thiel, bland annat känd genom Thielska galleriet i Stockholm.

## Stamtavla över kända ättlingar
- Stephan Thiel
  - Johann Thiel (född 1684)
    - Johann Thiel (född 1705)
      - Wilhelm Thiel (1746–1810)
        - Daniel Thiel (1779–1857), bagare
          - Jean Jaques Thiel (1827–1895), delägare i firma B Leja, Stockholm
            - Ernest Thiel (1859–1947), finansman, konstsamlare, skapare av Thielska galleriet, gift med 1) Anna Josephson född i släkten Josephson, 2) Signe Maria Peters
              - Signe Thiel (1885–1969), gift med Folke Henschen, läkare och professor
                - Anders Henschen (1914–2004), konstnär
                  - Helena Henschen (1940–2011), författare

                - Helga Henschen (1917–2002), konstnär, gift med 1) Peter Weiss, författare, 2) Ralf Parland, poet

              - Carin Thiel (1889–1963), gift med 1) Sven Lidman, författare och pingstprofil, 2) Ragnar Östberg, arkitekt
                - Ulla Lidman-Frostenson (1910–1962), riksdagsledamot, gift med Anders Frostenson, psalmförfattare
                  - Sven Frostenson (1942–2011), konsult
                  - Karin Frostenson (född 1946), konstnär

                - Susanna Ramel (1920–2020), skådespelare och sångerska, gift med 1) Sven Arne Gillgren, 2) Povel Ramel, artist
                  - Mikael Ramel (född 1949), kompositör och textförfattare
                  - Lotta Ramel (född 1957), skådespelare, varit gift med Ted Gärdestad, artist

              - Olof Thiel (1892–1978), produktionsledare, filmproducent och kompositör
                - Madeleine Uggla (född Thiel) (1920–2018), musikpedagog och sångerska
                  - Magnus Uggla (född 1954), artist

                - Ernest Thiel (1921–1997), textilfabrikör, musikdirektör, Mexico, gift en tid med Marianne Karlbeck, skådespelare

              - Tage Thiel (1909–1990), författare och översättare
              - Lill Thiel (1913–1996), konstnär

            - Arthur Thiel (1860–1933), grosshandlare, gift med Alice Sachs
              - Alvar Thiel (1893–1973), bankdirektör och seglare
                - Lilian Ribbing (1918–1995), simmare, resesekreterare, gift med Pehr Ribbing, överstelöjtnant
                  - Magdalena Ribbing (1940–2017), etikettexpert, gift med Thomas Hempel, journalist